# Elezioni europee del 2009 nel Regno Unito
Le elezioni del 2009 per il Parlamento europeo si sono tenute nel Regno Unito il 4 giugno.

## Risultati
| Liste  | Liste                                              | Gruppo    | Voti       | %     | Seggi |
| ------ | -------------------------------------------------- | --------- | ---------- | ----- | ----- |
|        | Partito Conservatore                               | ECR       | 4.198.394  | 27,00 | 25    |
|        | Partito per l'Indipendenza del Regno Unito         | EFD       | 2.498.226  | 16,09 | 13    |
|        | Partito Laburista                                  | S&D       | 2.381.760  | 15,31 | 13    |
|        | Liberal Democratici                                | ALDE      | 2.080.613  | 13,36 | 11    |
|        | Partito Verde di Inghilterra e Galles              | Verdi/ALE | 1.303.745  | 8,38  | 2     |
|        | Partito Nazionale Britannico                       | NI        | 943.598    | 6,04  | 2     |
|        | Partito Nazionale Scozzese                         | Verdi/ALE | 321.007    | 2,05  | 2     |
|        | Partito dei Democratici Inglesi                    | -         | 279.801    | 1,75  | -     |
|        | Plaid Cymru                                        | Verdi/ALE | 126.702    | 0,78  | 1     |
|        | Sinn Féin                                          | GUE/NGL   | 126.184    | 0,65  | 1     |
|        | Partito Unionista Democratico                      | NI        | 88.346     | 0,46  | 1     |
|        | Conservatori e Unionisti dell'Ulster - Forza Nuova | ECR       | 82.892     | 0,43  | 1     |
|        | Altri                                              | -         | 1.129.948  | 7,70  | -     |
| Totale | Totale                                             | Totale    | 15.561.216 |       | 72    |